# حزب الخضر الكندي
حزب الخضر الكندي حزب سياسي فيدرالي في كندا تأسس في عام 1983. منذ تأسيسه، دعم الحزب سياسات تعزيز الديمقراطية التشاركية واللاعنف والعدالة الاجتماعية والاستدامة واحترام التنوع وفلسفة علم البيئة. منذ 4 نوفمبر عام 2019، تولت جو-آن روبرتس قيادة الحزب بشكل مؤقت. قبل ذلك، قادت إليزابيث ماي الحزب من عام 2006 حتى عام 2019.
زاد حزب الخضر تدريجيًا من مصادر دعمه على مدى عقود وهو حاليًا الحزب الخامس في مجلس العموم. انتخب الحزب أول عضو في البرلمان، القائدة آنذاك إليزابيث ماي، في انتخابات عام 2011. في انتخابات عام 2019، توسعت شعب الحزب لتصبح ثلاثة.

## التاريخ
قبل نحو شهرين من الانتخابات الفدرالية عام 1980، أصدر أحد عشر مرشحًا، معظمهم من الدوائر الانتخابية في مقاطعات الأطلسي، بيانًا صحفيًا مشتركًا أعلنوا فيه أنهم قدموا حملاتهم الانتخابية على منصة مشتركة. دعا البيان إلى الانتقال نحو مجتمع غير نووي محافظ. رغم أنهم ترشحوا بشكل مستقل، استخدموا مصطلح «حزب صغير» بشكل غير رسمي كجزء من إعلانهم عن الوحدة - إشارةً إلى فلسفة «الصغير جميل» لإي. إف. شوماخر. كانت هذه أول وأكبر محاولة للرد على الدعوة إلى تشكيل حزب سياسي كندي ذي توجه بيئي. كانت إليزابيث ماي المنظمة الرئيسية (وإحدى المرشحين)، وكانت قائدة حزب الخضر من عام 2006 حتى عام 2019.
تأسس حزب الخضر الكندي في مؤتمر عُقد في جامعة كارلتون في أوتاوا عام 1983. في ظل قائده الأول، تريفور هانكوك، رشح الحزب 60 شخصًا في الانتخابات الفيدرالية الكندية لعام 1984.
استضاف جناح كيبك مؤتمر الخضر الكندي لعام 1990 في مونتريال. لكن بعد ذلك بوقت قصير، بدأت المشاكل الدستورية الكندية، وتخلّى العديد من مرشحي كيبك عن حزب الخضر لصالح الحزب السيادي في كيبك، الكتلة الكيبيكية. لم يكن هناك سوى ستة مرشحين خضر من كيبك في انتخابات عام 1993. في ربيع عام 1996، رغم أن الأمل في انتخاب ممثل للهيئة التشريعية لكولومبيا البريطانية كان سابقًا لأوانه، تلقى أندي شادراك من داخل المقاطعة أكثر من 11% من الأصوات. عمومًا، ارتفعت نسبة الحزب من الأصوات الشعبية إلى مستوى جديد. كان شادراك أيضًا المرشح الخضري الأكثر شعبية في الانتخابات الفيدرالية لعام 1997، إذ سجل أكثر من 6% من الأصوات الشعبية في غرب كوتيناي-أوكاناغان.

### سنوات جوان روسو
أصبحت جوان روسو من كولومبيا البريطانية قائدة حزب الخضر الكندي في 13 أبريل عام 1997. فازت روسو بنسبة 52% من الأصوات في انتخابات القيادة لعام 1997، متفوقةً بذلك على جيم هاريس (39%) وراشيل سمول (8%) من أونتاريو. فور توليها القيادة، انخرطت روسو في انتخابات فيدرالية عامة. حددت حملة روسو عام 1997 عددًا من السوابق القانونية المهمة. كانت الانتخابات الفيدرالية لعام 1997 هي الحملة الأولى التي نظم فيها الخضر جولة القائد الوطني، وقدموا منصة وطنية وحملة ثنائية اللغة. اقتصرت الحملات السابقة، بسبب موارد الحزب القليلة من ناحية وبسبب القيود الدستورية للحزب من ناحية أخرى، على السياسيين والمتحدثين الذين يعملون في أحسن الأحوال بين الدوائر الانتخابية، وفي أسوأ الأحوال بين المقاطعات. حصلت روسو في دائرتها الانتخابية، فيكتوريا، على 3000 صوت فقط و6% من الأصوات الشعبية.
منذ نشأته، تطور الحزب كمنظمة، ووسع عضويته وأثبت نفسه في استطلاعات الرأي. في الانتخابات الفيدرالية لعام 2000، قدم الحزب 111 مرشحًا، صعودًا من 78 مرشحًا في عام 1997.
لم يتقدم مرشحون من نيوفندلاند ولابرادور، بسبب الانقسامات المستمرة حول رفض جوان روسو تأييد المرشح الخضري في انتخابات سانت جونز ويست التكميلية السابقة. (دعم المرشح المعني عمليات صيد الفقمة وتطوير التعدين، كما فعل معظم السكان المحليين.) سبب هذا الكثير من الالتباس والاحتكاك بين جمعية حزب تيرا نوفا الخضري في نيوفندلاند وزعيم حزب الخضر إذ بدأ الحزب يتكيف تدريجيًا مع واقع العمل كحزب وطني حقيقي بدلًا من اتحاد غير منظم من النشطاء المحليين.
تركت الصراعات روسو منعزلة ومعزولة عن معظم أعضاء الحزب. صبت جهود المتطوعين بشكل كبير في حملات المقاطعات بين عامي 2001 و2003، وأصبح الحزب الفيدرالي خامدًا بين الانتخابات، كما كان معتادًا في الماضي. خدم كريس برادشو في الحزب كقائد مؤقت من عام 2001 حتى فبراير عام 2003. خلال فترة قيادته، أنهى الحزب مشاركته للمكتب والموظفين مع حزب أونتاريو، وأنشأ مكتبه الخاص في العاصمة الوطنية أوتاوا.
غادرت روسو الحزب في عام 2001 وانتقدت حزب الخضر لعدم اتباعه سياساته.

### التطور تحت قيادة جيم هاريس
في فبراير عام 2003، هزم جيم هاريس، في ترشحه الثاني للقيادة، جون غروغان من فالمونت، كولومبيا البريطانية، وجايسون كرامي. كان كرامي في الأصل من نيوفندلاند وكان ذا علاقات مع نيوفندلاند ولابرادور تيرا نوفا غرينز.
خلال الانتخابات الفيدرالية لعام 2004، أصبح حزب الخضر في كندا رابع حزب سياسي فيدرالي يقدم مرشحين في جميع الدوائر الانتخابية. عندما فُرزت الأصوات، حصل حزب الخضر على 4.3% من الأصوات الشعبية، وبذلك تجاوز عتبة ال2% المطلوبة لتمويل الأحزاب بموجب قوانين الانتخابات الكندية الجديدة.
استمر الزخم بإحاطة حزب الخضر الكندي وفي الانتخابات الفيدرالية لعام 2006، قدم حزب الخضر مرةً أخرى 308 مرشحين وزاد حصته من الأصوات الشعبية إلى 4.5%، حاصلًا على التمويل الفيدرالي مرةً أخرى نتيجةً لذلك.
توقفت الحملة الانتخابية للحزب عام 2006 بسبب ادعاءات ماثيو بوليسيل، مساعد المنظم الوطني السابق للحزب، بأن هاريس لم يقدم ورقة حساب رسمية تبين الأموال التي أنفقت خلال حملته القيادية لعام 2004، كما يقتضي القانون. أصدر بوليسيل طلبًا للتحقيق فيه انتخابات كندا. أمر المستشار القانوني للحزب بوليسل وعضو سابق آخر في الحزب، غريتشين شوارتز، بالتراجع عن الادعاءات التي قدماها أو مواجهة إجراءات قانونية. أعلنت دانا ميلر، التي خدمت في حكومة الظل التابعة للحزب والمسؤولة عن قضايا حقوق الإنسان، عن شكاويها من أن الحزب انتهك قانون الانتخابات ودستوره وطالبت أيضًا بإجراء تحقيق في انتخابات كندا. طُردت ميلر من الحزب بعد تقديم شكوى داخل الحزب في أبريل. 

## المبادئ والسياسات
كان للخضر دائمًا فصائل يسارية ووسطية صعدت في أوقات مختلفة من تاريخ الحزب. يدعي العديد من الخضر أيضًا أن تحليل الطيف السياسي اليساري-اليميني التقليدي هذا لا يعكس بدقة التوجه البيئي لحزب الخضر الذي لا يعد براغماتيًا أو منظمًا. تلقى النهج المسكوني (الذي يعبر عن الارتباطات مع جميع الميول السياسية الكندية والدفاع عن الناخبين في جميع أجزاء الطيف اليساري-اليميني) دعمًا من أولئك الذين يعتقدون أن نجاحهم يمكن قياسه أيضًا من خلال درجة تبني الأحزاب الأخرى لسياسات حزب الخضر. من خلال مقياس النجاح هذا، يشير اعتماد ضريبة الكربون المحايدة على مستوى حكومة كولومبيا البريطانية، وبرامج الحد من انبعاثات الغازات الدفيئة، وتعزيز التحول الأخضر (الضريبي) من قبل الحزب الليبرالي الفيدرالي بزعامة القائد السابق ستيفان ديون، أن سياسات حزب الخضر تكتسب زخمًا في كندا. 

== المراجع ==